# Giovanna Mezzogiorno
Giovanna Mezzogiorno, född 9 november 1974 i Rom, är en italiensk skådespelare. Hennes föräldrar heter Vittorio Mezzogiorno och Cecilia Sacchi.
Mezzogiorno studerade teater och jobbade i Paris under två år. Hennes karriär började 1995 med dramat Qui est là, där hon i en uppsättning av Hamlet spelade Ofelia. År 2000 spelade hon rollen som Giulia i filmen Sista kyssen (L'ultimo bacio) av Gabriele Muccino.

## Filmografi

### Långfilmer
- 1997 - Il viaggio della sposa
- 1998 - Del perduto amore
- 1999 - Asini
- 1999 - Un uomo perbene
- 2001 - Afrodita, el sabor del amor (Slutfördes aldrig)
- 2001 - State zitti per favore
- 2001 - L'ultimo bacio
- 2001 - Malefemmene
- 2001 - Nobel
- 2001 - Tutta la conoscenza del mondo
- 2002 - Ilaria Alpi - Il più crudele dei giorni
- 2003 - La finestra di fronte
- 2004 - L'amore ritorna
- 2004 - Stai con me
- 2004 - Il club delle promesse
- 2005 - La bestia nel cuore
- 2006 - AD Project
- 2007 - Lezioni di volo
- 2007 - Notturno bus
- 2007 - L'amore ai tempi del colera
- 2007 - Désengagement

### TV
- 1999 - Più leggero non basta - TV-film
- 2000 - Les Misérables - TV-serie
- 2003 - Il segreto di Thomas - TV-film
- 2004 - Virginia, la monaca di Monza - TV-serie

### Teater
- 1995/1996 - Qui est là - i regi av Peter Brook
- 2004 - 4:48 Psychosis - av Sarah Kane med regi av Piero Maccarinelli